# السعودية البيرق
السعودية البيرق هي شركة طيران فاخر سابقة، كانت تابعة للخطوط السعودية، تشغل بواسطة طيران السعودية الخاص. انطلقت الشركة في يوم الأربعاء 25 شعبان 1437هـ الموافق 1 يونيو 2016م. تقدم رحلات مجدولة فاخرة بين الرياض وجدة والعكس بمعدل 6 رحلات يومياً تبدأ من 6 صباحاً وتنتهي الساعة 9 مساءاً، تشغل بطائرات من طراز إيرباص إيه 319، بسعة 48 مقعداً فاخراً، تتوزع على 12 صفاً بطريقة توزيع مقاعد (2-2). ورحلات البيرق تقلع وتهبط من وفي صالات الطيران الخاص بالرياض وجدة.